# Vesselowskya rubifolia
Vesselowskya rubifolia är en tvåhjärtbladig växtart som först beskrevs av F. Müll., och fick sitt nu gällande namn av Renato Pampanini. Vesselowskya rubifolia ingår i släktet Vesselowskya och familjen Cunoniaceae. Inga underarter finns listade i Catalogue of Life.